# 近代将棋
『近代将棋』（きんだいしょうぎ）は、将棋専門の月刊誌。ナイタイ出版発行。2008年6月号で休刊。

## 略史
- 1950年、元・奨励会員でアマチュア強豪の永井英明が編集長として創刊。「近代将棋社」から刊行。
- 1994年、雑誌「将棋ジャーナル」の廃刊を受けて、一部のコーナーを吸収し、アマチュア将棋の情報を充実させる。
- 1997年、経営危機となり、執筆者の団鬼六の紹介で、ナイタイ・グループの圓山政則がスポンサーに。
- 2008年、雑誌の慢性赤字の上、執筆者への原稿料払い遅れが問題となる。「原稿料なしでも書いてもらえる執筆者のみの雑誌」で継続を検討していたが、従来の印刷所からの印刷拒否もあり、5月号からは発売日が変更・延期された。続く6月号誌上で「休刊」が宣言された。
- 2009年8月4日、ナイタイ出版破産。負債額は2008年5月期末時点で約20億9100万円[1]

## 紙面
初心者から級位者を主な購読ターゲットとしており、プロ棋戦の情報だけでなく、戦術解説や講座、棋士へのインタビュー、将棋関係のコラムなども多数連載していた。
また、廃刊となった日本アマチュア将棋連盟の機関誌「将棋ジャーナル」を吸収したこともあり、アマチュア将棋の紹介も盛んに行われていた。
詰将棋は級位者向けの簡単なもの（講座的要素が強い、解答はその号に掲載）と、詰将棋ファン向けの難解なもの（芸術的要素が強い、解答は翌月号に掲載）のそれぞれのコーナーを持っており、とくに後者は「塚田賞」の選考も兼ねていた。
インターネット対局サイト「近代将棋道場」で行われる近将カップや本気一番勝負などの棋戦情報も掲載された。

## 近代将棋道場
近代将棋道場（きんだいしょうぎどうじょう）は、かつてインターネット上でネットワーク対戦により将棋を行えるサイトだった。2009年8月31日休止。
特徴としてレーティングを利用した段級位認定とアマチュアプロ不問の同一土俵での対戦が行われていた。
類似企画である将棋倶楽部24と根本的なシステムを同一にしているが、以下のような相違点があった。
- 実名での対局を基本としていること
- （ただし新宿道場を除く/近代将棋の大会会場のＩ-Ｄ）
- （コンピューターソフトウェア－のボナンザを除く）
- 将棋雑誌である近代将棋をバックにしていること
- 将棋ソフト使用厳禁（使った場合アクセス禁止となる）

### システム
対局方法、レーティングシステム、棋力についての考え方などすべて将棋倶楽部24に準ずる。匿名でないというところがあるためプレイヤーの数は将棋倶楽部24よりは少なめ。会員数は約25000人だった。
2007年6月に点数が上方修正された。
それまで問題とならなかった2600点問題が発生。
2600点以上は400点以上低い相手との対局が数字にならない。
そのため近代将棋の全国順位に掲載されない強豪もいた。

### イベント・タイトル

#### 近将カップ
近代将棋道場のページ内で行われたプロアマ混合戦。参加選手は六段以下のプロ棋士、女流棋士、奨励会三段、アマチュアタイトルホルダー、近将順位戦の上位選手と多岐にわたる。持ち時間30分、切れたら1分で行われるトーナメント戦。
2003年から3回行われ、2005年で終了した。各回の決勝戦の結果は以下の通り（左が勝者、年は決勝時点）。
1. 2003年：渡辺明 - 北浜健介
2. 2004年：渡辺明 - 杉本昌隆
3. 2005年：宮田敦史 - 野月浩貴

優勝者には現金100万円が贈られ、次回名人戦へのタイトル挑戦権を得られる。

#### 近将順位戦
棋力（レーティング）ごとに割付されたメンバーがリーグ戦を行う。最上位リーグである1組の上位5名には近将カップへの出場権が与えられた。

#### 本気一番勝負
プロ、女流棋士、他将棋関係の著名アマ（小滝元靖都名人、中野隆義近代将棋編集長、弦巻勝カメラマン、湯川恵子観戦記者等）等が挑戦者を受け付ける企画。
本気一番勝負の対戦相手スケジュール、および申し込み券はインターネットでの申し込みではなく近代将棋に掲載される、申し込み券と近代将棋道場の段級位、および希望手合いを往復はがきにて送信することによって対局が実現した。

### 都名人戦
1951年から続くアマチュア棋戦であり、近代将棋社が主催していた。現在は東京アマチュア将棋連盟が運営を引き継がれている。

## 他の連載など
- 金子教室：金子金五郎による連載。『金子将棋教室』として全3巻で単行本が刊行された。
- 小説天野宗歩：斎藤栄 1987年から1993年まで連載。後に光風社出版で全8巻にまとめられた。
- 4コマ漫画（連載中はタイトル不定）:バトルロイヤル風間
- 虹色四間:つのだじろう 代表作『5五の龍』と世界観が繋がっている。